# コード・アンノウン
『コード・アンノウン』（仏: Code inconnu: Récit incomplet de divers voyages、英: Code Unknown）は、2000年のフランス・ドイツ・ルーマニアのドラマ映画である。
監督はミヒャエル・ハネケ、出演はジュリエット・ビノシュとティエリー・ヌーヴィックなど。第53回カンヌ国際映画祭でエキュメニカル審査員賞を受賞している。
日本では劇場公開されず、シネフィルイマジカで放映された後、2007年2月2日に発売された「ミヒャエル・ハネケ DVD-BOX2」に収録された。

## ストーリー
本作は、複数の物語が断片的に映し出され、それぞれが交錯しながら進行していくというスタイルで構成されている。
聾唖の子供達がジェスチャーのクイズをしている。一人の少女が行ったジェスチャーに他の子供達は思い思いの答えを返すのだが、それらは全て違っている。
女優のアンヌは、恋人･ジョルジュの弟･ジャンの突然の訪問を受ける。農夫であるジャンの父親は、実家の畜産業を継がせようとしているが、それに反抗し家出してきたというのだ。仕事に追われるアンヌは適当に聞き流し、自分の部屋で待つように言って別れる。
アンヌの素っ気ない反応に強い不満を感じたジャンは、彼女が買い与えたパンの包み紙を、通りかかった店の角に座っている物乞いの女･マリアに投げつけた。すると、それを見て憤った黒人青年･アマドゥがジャンを捕まえ、女に謝るよう要求するが、やがて口論から乱闘に発展してしまう。やがてやって来た警官に、アマドゥは乱暴な対応を受け抵抗したが、押さえつけられる。
アンヌは女優の仕事として「真実でない姿」を演じ続けている。
ある撮影で、不動産屋と新居の内覧をするシーンを演じていると、突然部屋に閉じ込められガスを注入したと告げられる。
実はこのシチュエーションは、ハプニングを装った演出なのだが、カメラは、アンヌのリアルな恐怖を捉えることに成功した。
ある夜、彼女がアパートの自室でアイロンをかけていると、どこからか子供の悲鳴のようなものが聞こえてきた。その時は気にも留めなかったアンヌだが、後日自室のドアに挟まっていたメモを見て激しく動揺する。向かいの部屋の老女に尋ねても素っ気ない返事しか返ってこない。思いあまった彼女はジョルジュに相談するものの、「一人で決断しろ」と無視されてしまう。
ジョルジュは戦場カメラマンをしている。コソボから帰国した彼はアンヌと久しぶりに時を過ごす。しかし、友人達との食事の席で「あなたの写真は体験が感じられない」と批判され、それに彼は「そうかもしれない」と答える。
そして、スーパーマーケットで買い物中に口論となり、アンヌに「誰かを幸せにしたことがあった？」と尋ねられた時にも、彼は「ない」としか答えられなかった。アンヌは、怒りを収めジョルジュと抱き合う。
その後ジョルジュは、カメラを改造して胸元に固定し、然りげ無く地下鉄の乗客たちを撮影して、人々のリアルな表情を捉えていく。
ジョルジュの弟･ジャンは結局、実家に戻る。しかし、彼を迎えた農夫の父親との溝は埋まらず、ジャンは再び家出する。
失望した父親は、家畜の牛を殺してしまう。
アマドゥはアフリカ移民の子であり、家族はそれによる様々な問題を抱えている。彼の母親は身の回りの問題を全て（アマドゥが捕まったことも含め）自分たちが移民系であるから起きたものだとし、白人に責任を求める原理主義的な思想に陥っている。そのためアマドゥが白人の女性と付き合っていることも、彼女には快く思われていない。そして彼の弟もまた、いじめの被害者だった。
物乞いの女･マリアが乱闘の場から執拗に逃げようとしたのは、彼女が不法入国をしていたからだった。結局、祖国ルーマニアに強制送還となった彼女は、再会した家族と新しい家へと移り住む。しかし、パリでの悲惨な生活について、マリアはありのままを語ることが出来ない。
やがて彼女は再び不法入国を試み、以前と同じ場所で物乞いしようとするが、すでに他の者が座っていた。マリアは別の店先に座るが、すぐに見張りらしき男たちに立ち退きを命じられる。
アンヌは、アフレコの仕事を終えて帰宅する途中、地下鉄に乗り合わせたアラブ系移民の青年に絡まれ、唾を吐きかけられる。
そしてそれぞれの物語は、聾唖の子供達による太鼓の大合奏が響く中、それぞれの収束を迎える。

## キャスト
- アンヌ - ジュリエット・ビノシュ
- ジョルジュ - ティエリー・ヌーヴィック
- 農夫 - ヨーゼフ・ビアビヒラー
- ジャン - アレクサンドル・ハミド
- マリア - ルミニシャ・ゲオルギウ
- アマドゥ - オナ・ル・イェンケ